# Khu di tích lịch sử Bạch Đằng
Khu di tích lịch sử Bạch Đằng là một quần thể gồm 10 điểm di tích nằm ở tả ngạn sông Bạch Đằng thuộc địa bàn thị xã Quảng Yên và thành phố Uông Bí, tỉnh Quảng Ninh. Đây là các di tích gắn với trận Bạch Đằng (1288) và Trần Hưng Đạo trong Chiến tranh Nguyên Mông – Đại Việt lần 3.
Ngày 27 tháng 9 năm 2012, di tích lịch sử Bạch Đằng được Thủ tướng Chính phủ xếp hạng di tích quốc gia đặc biệt trong Quyết định số 1419/QĐ-TTg.

## Các điểm di tích thuộc khu di tích

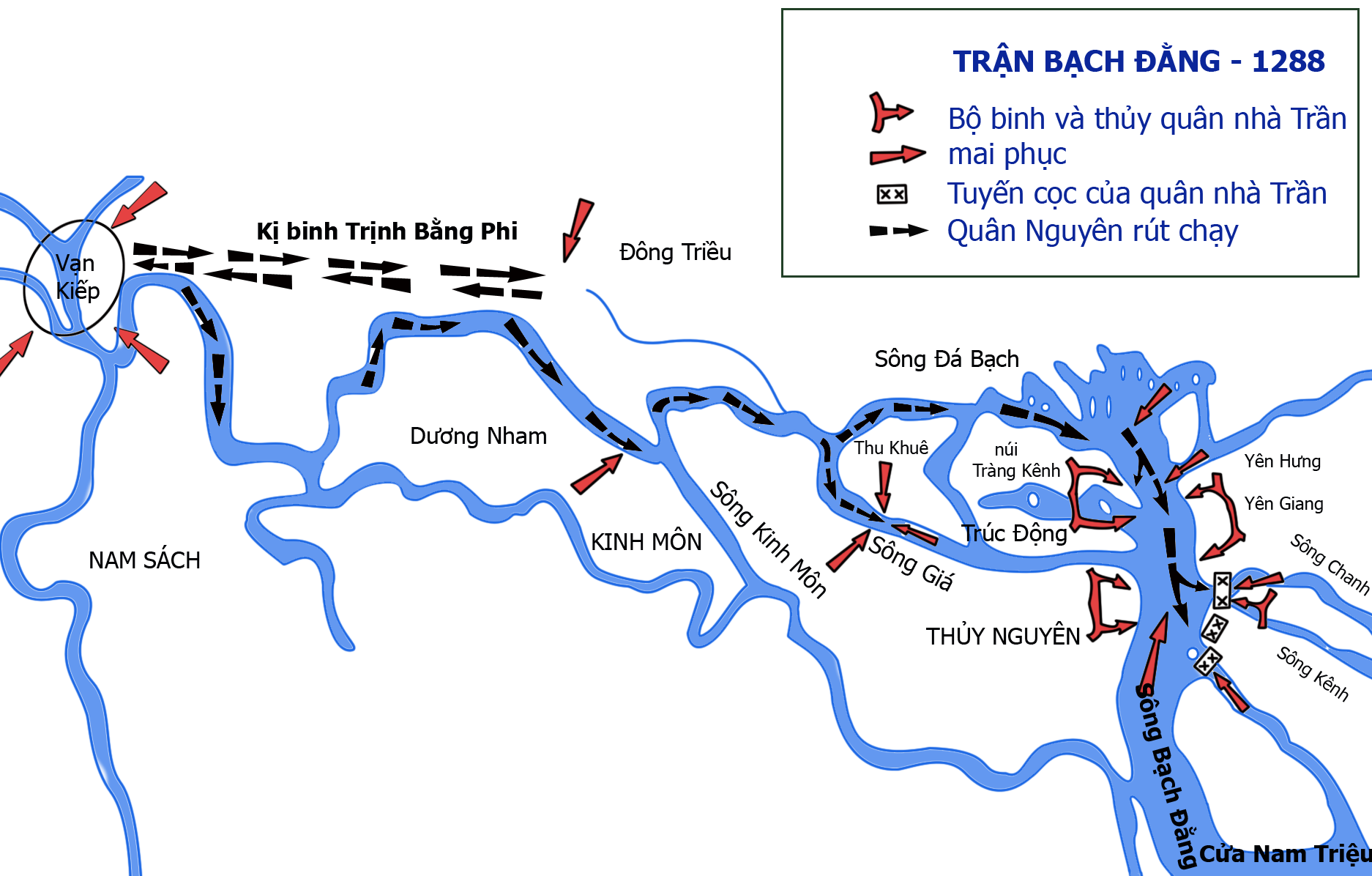
Lược đồ trận địa và các bãi cọc trong chiến thắng quân Nguyên Mông của Quân đội Đại Việt năm 1288 trên sông Bạch Đằng. Trên lược đồ chỉ ghi nhận các bãi cọc được biết đến trước năm 2010.

#### Bãi cọc Yên Giang
Bãi cọc này được phát hiện vào năm 1953, nằm ở cửa sông Chanh (một nhánh của sông Bạch Đằng), có hình chữ nhật dài khoảng 120 m, chiều rộng khoảng 20 m. Các đợt khai quật vào các năm 1958, 1969, 1976, 1984, 1988 cho thấy cọc ở đây chủ yếu là gỗ lim, táu còn để nguyên vỏ, dài 2,6–2,8 m, đường kính 20–30 cm. Phần cọc được đẽo nhọn để cắm xuống lòng sông dài 0,5–1 m, khoảng cách trung bình giữa các cọc là 1 m.

#### Bãi cọc đồng Vạn Muối
Bãi cọc này nằm ở cửa sông Rút, thuộc phường Nam Hòa, thị xã Quảng Yên được nhân dân Quảng Yên phát hiện trong quá trình canh tác, đào ao. Quá trình khảo sát và khai quật năm 2005 cho thấy những cọc gỗ cắm đứng và cắm xiên trong khu vực đồng Vạn Muối thuộc nhiều loại gỗ được sử dụng cả thân và cành. Đường kính mỗi cọc từ 7–10 cm, phần được vạt nhọn chỉ khoảng 25–30 cm. Tuy nhiên, mật độ cọc ở đây được cắm rất dày, phổ biến cách nhau từ 40–60 cm, một số cọc chỉ cách nhau từ 10–30 cm. Một số cọc đã được đưa về trưng bày tại Bảo tàng Bạch Đằng, Bảo tàng Hải quân, Bảo tàng Hải Phòng. Hiện nay, bãi cọc nằm trong khu vực đầm nuôi thủy sản và ruộng canh tác của phường Nam Hòa.

#### Bãi cọc đồng Má Ngựa
Đây là bãi cọc thứ ba tại thị xã Quảng Yên, nằm ở cửa sông Kênh, cách bãi cọc đồng Vạn Muối khoảng 1 km về hướng nam thuộc khu Hưng Học, phường Nam Hòa. Bãi cọc có chiều dài 70 m, rộng 30 m, cắm cọc thuộc nhiều loại gỗ có đường kính từ 6–22 cm dày đặc thành dải như một lớp tường thành. Mật độ phân bố và độ sâu của cọc không đồng đều.

#### Đền Trần Hưng Đạo
Đền tọa lạc trên một doi đất cổ bên sông Bạch Đằng, có tổng diện tích trên 5000 m² với các hạng mục, như đền chính, nhà bia, nhà soạn lễ và một số hạng mục phụ trợ (đường vào, nghi môn, trụ biểu, sân vườn, hệ thống điện chiếu sáng, tường bao....). Đền thờ Trần Hưng Đạo gồm ba gian tiền đường, hai gian bái đường và một gian hậu cung. Hiện nay, trong đền còn lưu giữ được 9 đạo sắc phong của các vua triều Nguyễn phong cho Trần Hưng Đạo và một số hiện vật khác.
Sân đền rộng có thể chứa hơn nghìn người mỗi dịp lễ hội. Lễ hội Bạch Đằng được tổ chức vào ngày mùng 6 đến ngày mùng 8 tháng 3 (âm lịch) hằng năm (được gọi là ngày giỗ trận Bạch Đằng). Năm 2021, Bộ Văn hóa, Thể thao và Du lịch đã ban hành Quyết định số 2970/QĐ-BVHTTDL công bố danh mục di sản văn hóa phi vật thể quốc gia đối với lễ hội truyền thống Bạch Đằng.

#### Miếu Vua Bà
Miếu nằm sát đền Trần Hưng Đạo, thuộc khu vực trung tâm của khu di tích. Theo như tấm bia ghi ở trước cửa miếu Vua Bà, thì nơi đây xưa kia là một bến đò rừng, bên cạnh cây quyếch trên bến đò có một bà bán hàng nước phục vụ khách qua sông. Vào khoảng đầu năm Mậu Tý (1288), Hưng Đạo Vương Trần Quốc Tuấn đã đến bến đò này nghiên cứu địa hình, chuẩn bị thế trận tiêu diệt đạo thủy binh quân Nguyên – Mông. Bà hàng nước đã chỉ dẫn cho Trần Hưng Đạo biết lịch triều con nước, địa thế lòng sông Bạch Đằng và chiến thuật hỏa công để Trần Hưng Đạo xây dựng trận địa cọc. Sau khi thắng giặc, Trần Hưng Đạo đã quay lại tìm bà hàng nước nhưng không tìm thấy nên đã tâu với vua Trần sắc phong cho bà là "Vua Bà" và lập đền thờ Bà ngay trên nền quán nước bên cạnh cây quyếch cổ thụ.

#### Bến đò Rừng
Đây là bến đò cổ nơi Trần Hưng Đạo chọn làm địa điểm phát hỏa làm hiệu lệnh cho quân sĩ mai phục ở hai bên sông Bạch Đằng đồng loạt tấn công quân Nguyên Mông. Hiện nay bến đò đã được xây bờ kè gọn gàng, sạch sẽ.

#### Đình Yên Giang
Đây là nơi thờ Thành hoàng làng Yên Giang là Trần Hưng Đạo. Vào các dịp lễ lớn của làng, dân làng thường rước tượng Trần Hưng Đạo từ đền Trần Hưng Đạo về đây để tế lễ. Đình được dựng trên gò đất cao, xung quanh là ruộng đồng. Hiện nay, trong đình vẫn lưu giữ được nhiều hiện vật quý hiếm, có niên đại từ thời Nguyễn, như bia đá, hoành phi, câu đối, sắc phong.

#### Đền Trung Cốc
Đền có tên chữ là Trung Cốc từ, nằm trên một gò đất cao tại khu Đồng Cốc, phường Nam Hòa. Tương truyền khi đi thị sát địa hình xây dựng trận địa cọc ở cửa Sông Rút và Sông Kênh, thuyền chở Trần Hưng Đạo và Phạm Ngũ Lão bị mắc cạn ở gò đất này. Sau chiến thắng Bạch Đằng năm 1288, để ghi nhớ sự kiện này, những người dân chài ở đây đã lập đền thờ Trần Hưng Đạo và Phạm Ngũ Lão. Trong đền còn phối thờ Yết Kiêu, Dã Tượng và hai người con gái của Trần Hưng Đạo là Đệ nhất Quyên Thanh công chúa và Đệ nhị Đại Hoàng công chúa. Công trình ban đầu chỉ được lợp bằng tranh, đến nay đã trải qua nhiều lần trùng tu, tôn tạo.

#### Đình Trung Bản
Đình nằm trên một gò đất cao thuộc xóm Thượng, thôn Trung Bản, xã Liên Hòa, thị xã Quảng Yên. Tương truyền trong trận Bạch Đằng năm 1288, khi Trần Hưng Đạo đi cùng đoàn binh sĩ đi qua gò đất này, tóc ông bị xổ ra nên phải dừng lại chống kiếm xuống đất búi lại tóc. Về sau người dân đã xây đình để tưởng nhớ ông. Đình Trung Bản quay hướng tây nam, bố cục hình "chuôi vồ", gồm 3 phần: tiền đường, bái đường và hậu cung, tổng diện tích hơn 500 m² (không kể sân). Đình có nhiều đồ thờ và hiện vật khá phong phú và có giá trị. Đó là các hoành phi, câu đối, án gian, đặc biệt là bộ kiệu (bát cống) và bộ quán tẩy có niên đại từ thời Lê (thế kỷ 17). Ngoài ra, đình hiện còn giữ được 6 đạo sắc phong của các vua nhà Nguyễn: Thiệu Trị, Tự Đức, Đồng Khánh, Duy Tân.

#### Đình Đền Công
Đình nằm cách sông Bạch Đằng 500 m, nay thuộc phường Trưng Vương, thành phố Uông Bí. Đình thờ vị anh hùng dân tộc Trần Hưng Đạo cùng 4 vị thần: Cao Sơn Quý Minh, Nam Hải Tôn thần, Phi Bồng tướng quân và Bạch Thạch tướng quân. Tương truyền, 4 vị thần đã báo mộng cho Trần Hưng Đạo chọn nơi phát hỏa hiệu lệnh chiến đấu. Trước đây thuộc khu di tích còn có miếu Cu Linh nằm cách đình khoảng 500 m, tuy nhiên vào năm 1954, nước sông tràn vào gây lụt đã làm hỏng miếu Cu Linh, nay chỉ còn nền móng, nhân dân đã chuyển bài vị, đồ thờ các vị thần từ miếu về đình Đền Công để thờ.
Đình Đền Công quay về hướng Tây, kiến trúc chữ "Đinh", gồm ba gian hai chái tiền đường dài hơn 17 m, rộng hơn 5 m và một gian, hai chái hậu cung dài hơn 6 m, rộng hơn 6 m. Toàn bộ cấu kiện kiến trúc bên trong được làm bằng gỗ lim. Có 4 bộ vì kèo kiểu giá chiêng chồng rường. Các đầu dư chạm đầu rồng ngậm hạt ngọc, các con rường, đấu được bào trơn chạy chỉ và chạm hoa văn lá lật mang phong cách thời Nguyễn. Hiện nay, đình còn thờ, lưu giữ nhiều hiện vật quý như: bài vị, kiệu long đình, đại tự, câu đối, án giang, đặc biệt là 6 sắc phong của các triều vua phong cho 4 vị thần qua các thời kỳ.